# Andrej Hieng
Andrej Hieng, slovenski pisatelj, dramatik, režiser, scenarist in dramaturg, * 17. februar 1925, Ljubljana, † 17. januar 2000, Ljubljana.

## Življenjepis
Rodil se je v meščanski družini s šestimi otroki. Zaradi materinega bankrota se je družina preselila v predmestno vilo, v bližini proletarskih Kosez. V študijskih letih je zbolel za astmo. Leta 1946 je odšel na služenje vojaškega roka, od koder je pisal pisma prijatelju, kiparju Jakobu Savinšku in bral pesmi Mile Kačič. Prijateljeval je s Herbertom Grünom. V bogati družinski knjižnici se je seznanil z modernim romanom Marcela Prousta in Jamesa Joycea. Med letoma 1948 in 1952 je na ljubljanski Akademiji za igralsko umetnost, predhodnici današnje AGRFT, študiral režijo. Leta 1951 je bil režiser v Prešernovem gledališču v Kranju, od 1952 do 1960 pa v Slovenskem ljudskem gledališču v Celju. Od leta 1961 je delal kot svobodni umetnik in režiser v raznih gledališčih v Ljubljani, Mariboru in Trstu. Med letoma 1983 in 1988 je bil umetniški vodja celjskega gledališča, leta 1988 pa je prevzel isto delo v ljubljanski Drami. 
Leta 1995 je postal izredni član SAZU.
Njegova hči je gledališka režiserka Barbara Hieng Samobor, druga pa pisateljica Katarina Marinčič. Primož Hieng (fotograf) in Gregor Hieng (odvetnik) sta nečaka, sinova Andrejevega brata Janeza.
Hieng je za svoje umetniško delo prejel več nagrad:
- leta 1971 Župančičevo nagrado,
- leta 1988 Prešernovo nagrado za prozni dramski opus,
- leta 1994 nagrado kresnik za roman Čudežni Feliks, ki je bil razpisan za esej na maturi leta 2009.

## Literarno delo
Hiengovo prvo delo je črtica Peter Helman, ki jo je leta 1939/1940 objavil v Slovenski mladini. Po letu 1945 je zbudil pozornost z novelami Študije o nenavadnih značajih (1950/1951). V njih se je odmaknil od obrazcev socialnega oziroma socialističnega realizma in zato doživel polemični sprejem. V sredini pedesetih let 20. stoletja se je uvrstil med vodilne pripovednike, pozneje tudi dramatike. Za njegova dela je značilna psihološkorealistična tematika, ki se naslanja na psihoanalizo in novoromantično izročilo ter povezuje z erotično, meščansko, umetniško in oblastniško motiviko. Gre za upodabljanje duhovnega sveta in sveta podzavesti ter notranjih razkrižij v njegovih junakih. Oblikovno se zmerno nagiba k modernemu romanu in njegovim prvinam, zlasti k notranjemu monologu. Po prvem vidnejšem nastopu v knjigi Novele, ki je bila izdana v soavtorstvu z L. Kovačičem in F. Bohancem, kjer je objavil noveli Noži in Onstran livade je roža, je samostojno izdal dve knjigi novel, nato pa še pet romanov. Njegova poglavitna dela so: Usodni rob, Planota, Gozd in pečina, Orfeum, Čarodej, Obnebje metuljev, Čudežni Feliks, Cortesova vrnitev, Burleska o Grku, Gluhi mož na meji, Osvajalec, Večer ženinov, Dež v Piranu, Zakladi gospe Berte, Mark in Antonij, Lažna Ivana, Izgubljeni sin, Krvava ptica, Nori malar.
Groteskni in zgodovinskoalegorični elementi so opaznejši v Hiengovi dramatiki. V tej prevladuje zgodovinska snov, konkvistadorstvo kot izrojena oblast, iz nje izvirajoče nacionalne in individualne travme, politična emigracija, razkrajanje družine, oblastniško zatiranje umetnikov in ustvarjalna stiska.
Njegova dela so prevedena v albanščino, angleščino, češčino, francoščino, italijanščino, madžarščino, makedonščino, nemščino, ruščino, srbohrvaščino in druge jezike.
Režiral je kratki igrani film Sobota, njegov dan (1957) in celovečerni film Kala (1958). Kot soavtor scenarijev ali asistent režije je sodeloval pri filmih Balada o trobenti in oblaku (1961), Tistega lepega dne (1962), Ne joči, Peter (1964), Amandus (1966) in Povest o dobrih ljudeh (1975).